# Arcadi de Xipre
Arcadi de Xipre (Arcadius,  Ἀρκάδιος) fou un bisbe de Constança a Xipre que va escriure una biografia de Simeó Estilita el Jove (Thaumastorita), alguns passatges del qual apareixen a les actes del Segon Concili de Nicea. Va ser implicat en la controvèrsia sobre el monotelisme.
Se li atribueixen també alguns altres llibres.